# Aretas IV Philopatris
Aretas IV Philopatris, var regerande kung av Nabatea mellan 9 f.Kr. och 40 e.Kr. Han är känd för det krig han drev mot Herodes Antipas sedan denna försköt hans dotter för att gifta sig med Herodias. 